# Ermita de San Pedro de Arraga (Aramaio)
La Ermita de San Pedro de Arraga (Aramaio) es un pequeño edificio religioso católico situado en el barrio de Arraga, a unos dos kilómetros del centro de Ibarra, en el municipio de Aramayona (Álava). Sustituyó en 1892 a la antigua ermita derruida.

## Historia

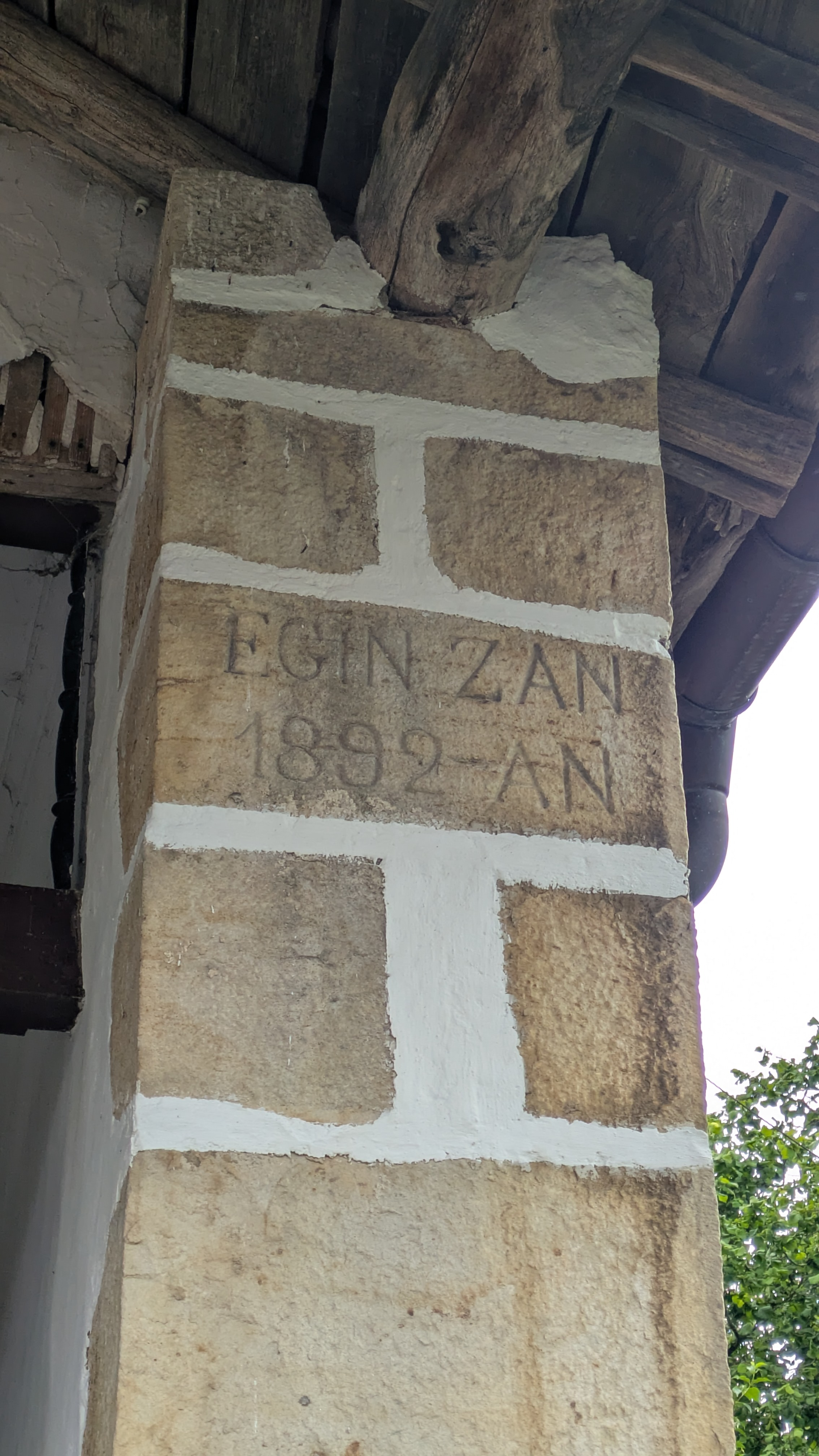
Inscripción en el muro del pórtico con la fecha de construcción

La actual ermita sustituye a la original que se ubicaba en una pradera muy cercana, en lugar muy visible desde casi todo el valle. La primera constancia escrita data de 1520. Según López de Guereñu tuvo entidad de parroquia. A lo largo de los años, esta ermita quedó documentada en varios testamentos de habitantes del Valle de Aramayona. Era una de las ermitas más antiguas de Aramayona a juzgar por los restos románicos procedentes de ella y conservados en un caserío cercano. Se trata de dos ménsulas medievales y un capitel decorado con dos aves enfrentadas, probablemente de finales del siglo XII o principios del siglo XIII. También se conserva una aguabenditera, quizás del  siglo XVII o siglo XVIII.
En una visita del obispo de Calahorra en 1799, la antigua ermita se encontraba muy deteriorada. En 1805 se vendieron los terrenos que ocupaba, que fueron comprados por un vecino del barrio, perdiéndose a partir de ese momento su rastro en los registros parroquiales. La pradera en la que se ubicaba es considerada zona de presunción arqueológica.
La actual ermita fue mandada construir en 1892 por el indiano Domingo de Altube, que había marchado años antes a Argentina a hacer fortuna. Se dice que a los 54 años vivía de la renta. En una de las visitas a su tierra de origen, encargó la construcción de la ermita.  Una inscripción en el muro del pórtico da fe del año en el que fue erigida: EGIN ZAN 1892an (fue hecha en 1892). Los herederos de Domingo de Altube y la vecindad de Arraga se aseguran de que la capilla esté siempre bien provista y atendida.

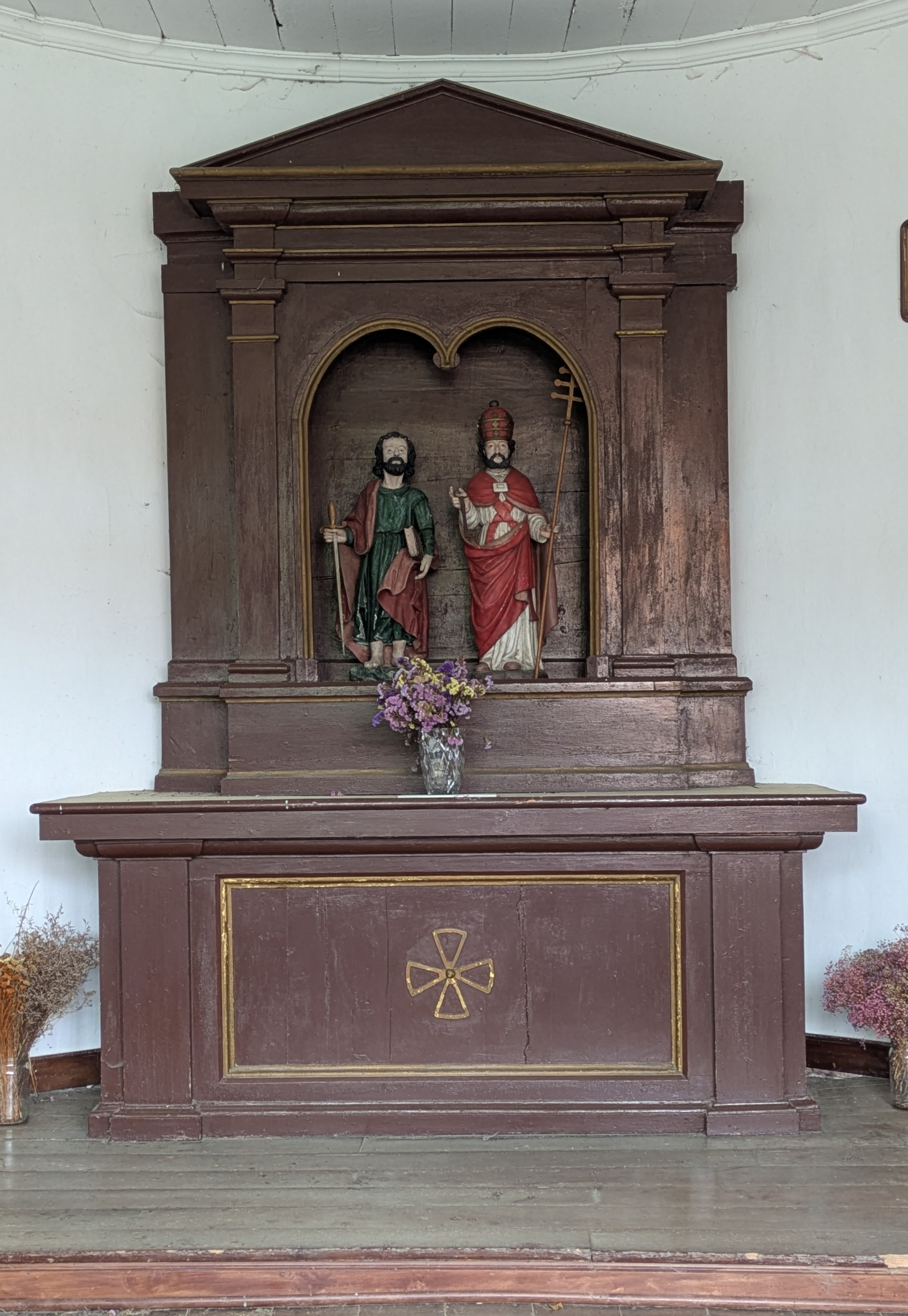
Retablo de San Pedro y San Pablo

## Descripción
Es de planta rectangular y ábside semicircular, con sacristía y pórtico. Los muros son de mampostería y sillería y el  tejado a tres aguas. En su interior, el retablo es sencillo, de madera lisa pintada, con doble hornacina central con las figuras en madera policromada de San Pedro y San Pablo. La imagen de San Pedro es del momento del retablo, de cuando la construcción de la ermita moderna. La de San Pablo es anterior, de mediados del siglo XVII.

## Festividad
El 29 de junio se celebra la festividad de San Pedro, con asistencia de la vecindad del barrio de Arraga y de otras partes del valle. Misa y romería al son del txistu y de la trikitixa.